# (473008) 2015 HE40
(473008) 2015 HE40 es un asteroide perteneciente al cinturón de asteroides, descubierto el 27 de febrero de 2009 por el equipo del Spacewatch desde el Observatorio Nacional de Kitt Peak, Arizona, Estados Unidos.

## Designación y nombre
Designado provisionalmente como 2015 HE40.

## Características orbitales
2015 HE40 está situado a una distancia media del Sol de 3,003 ua, pudiendo alejarse hasta 3,193 ua y acercarse hasta 2,814 ua. Su excentricidad es 0,063 y la inclinación orbital 9,627 grados. Emplea 1901 días en completar una órbita alrededor del Sol.

## Características físicas
La magnitud absoluta de 2015 HE40 es 16.